# Catedral de Copiapó
La catedral de Copiapó (oficialmente iglesia de Nuestra Señora del Rosario) es la catedral de la diócesis de Copiapó. Es el templo más grande de la ciudad, y se ubica en el costado poniente de la plaza Prat, en la intersección de las calles Chacabuco y O'Higgins.

## Historia
Antes de la actual catedral existió en el mismo lugar una pequeña parroquia construida entre 1748 y 1750, que en 1766 abrió por primera vez sus puertas. Dicho templo resultó completamente destruido en el Terremoto de Copiapó de 1796 el 30 de marzo, por lo que durante 55 años la Capilla de los Jesuitas asumió las funciones eclesiásticas.
En 1840 se inició la construcción de una nueva parroquia. En 1849, cuando faltaba solamente colocar la cubierta, el arquitecto francés Juan Herbage desaconsejó el uso del aparejo de adobe y se decidió demoler el edificio. El constructor inglés William Rogers y 16 carpinteros comenzaron la construcción de un nuevo edificio utilizando pino de Oregón y roble del Maule. Fue abierto al público en 1851.

## Arquitectura

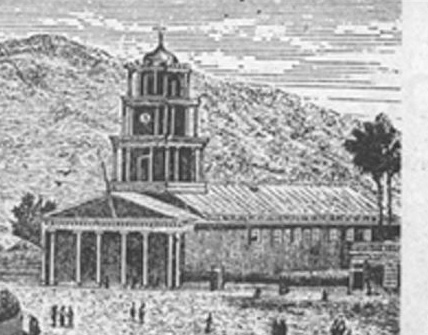
Plaza de Armas e Iglesia Matriz de Copiapó, imagen ilustrativa, 1872, autor Recaredo S. Tornero.

Su construcción es de madera con doble tabiquería de 13 mm de ancho, lo que permite la circulación entre ellos. Su frontis tiene columnas y está rematado por una gran torre cuadrada de 3 niveles rodeados por columnas. En su interior el sagrario y el frontón del altar son de plata cincelada; también hay un retablo italiano de G. Fiorini.
Lápidas de ilustres ciudadanos se conservan en este templo; a un costado se ubica el mausoleo en donde se encuentran los restos del obispo de Copiapó Monseñor Fernando Ariztía Ruiz.
El templo fue convertido en catedral luego de que el papa Pío XII creara el Obispado de Copiapó el 29 de junio de 1958. Fue declarada Monumento Nacional el 29 de octubre de 1981.